# Arthur Grant
Arthur Grant (1915 — 1972) foi um diretor de fotografia britânico. Ele sucedeu Jack Asher como regular diretor de fotografia para Hammer Film Productions. Seus filmes para Hammer incluem The Shadow of the Cat (1961), The Curse of the Werewolf (1961), O Fantasma da Ópera (1962), The Plague of the Zombies (1966) e The Devil Rides Out (1968), entre outros. Seu último filme para o estúdio foi Demons of the Mind, em 1972.